# Kochos hanefesh

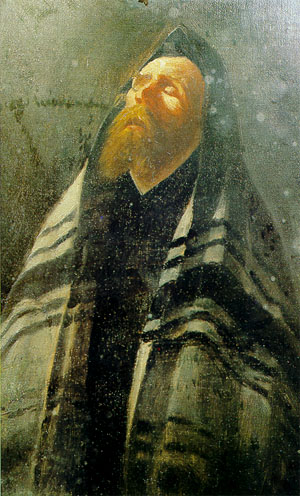
Il pensiero chassidico esplora il ruolo delle Sephirot, emanazioni divine descritte nella Cabala, nell'esperienza interiore della psicologia spirituale

Kochos/Kochot haNefesh (in ebraico כוחות הנפש‎? da nephesh-"anima"), significa "Potenze dell'Anima" e sono gli aspetti costituenti caratteriali innati nell'interiorizzazione psicologica proposta dalla filosofia chassidica nell'ambito della Cabala ebraica. Derivano dalle 10 emanazioni sefirotiche celesti della Cabala, connettendo ciascuna qualità con la sua motivazione parallela interiore dell'uomo. La discussione chassidica delle Sephirot, particolarmente nel sistema orientato cabalisticamente del pensiero Chabad, si focalizza soprattutto sulle Potenze dell'Anima, l'esperienza delle Sephirot nel culto ebraico.
Tra i poteri dell'anima, Bittul ("auto-annullamento" dell'Io), prima potenza rivelata, trasforma l‘Ani - "l'Io" in Ayin - "Nulla" nella preparazione  contemplativa per percepire il Divino "Ayin" dell'annullamento esistenziale. Nell'ideale élite di Deveikut-"congiunzione" a Dio, il principio chassidico centrale nella sua reinterpretazione dell'Ebraismo, ciò ispira le successive capacità espressive. Nello "Tzadikismo Pratico" principale, questa dimensione elitaria è riservata al capo spirituale chassidico (Rebbe), mentre la devozione popolare del deveikut si ritrova invece nella santificazione della vita emotiva. Le Potenze Essenziali dell'Anima si rivelano nello Mesirat Nefesh' spirituale ("Abnegazione") in adempimento devozionale con atti e opere. L'enfasi chassidica della Divina Onnipresenza vede il Fine Divino  essenziale incarnato solo nell'azione, ultimo impegno mistico.

## Descrizione
Ciascuna delle 10 Sephirot – le emanazioni divine della Cabala – comprende sia una caratteristica esterna "funzionale", sia un principio motivazionale interiore. La Cabala studia il ruolo delle Sephirot nei Mondi spirituali emanati della Creazione. Come l'anima dell'uomo è "creata ad immagine di Dio" (Genesi 1:27) – intesa cabalisticamente a connotare la "configurazione" (Partzuf) sefirotica nella metafora interrelativa Yosher-"Verticale" – così le Sephirot descrivono anche l'anima dell'uomo. La spiritualità ebraica contempla sia le caratteristiche esteriori che quelle interiori delle Sephirot nel servizio di Dio, con le loro caratteristiche interiori che diventano le "potenze innate dell'anima" nell'uomo, definite e focalizzate nella psicologizzazione della Cabala secondo la filosofia chassidica.
La terminologia del Kochos hanefesh è definita dalla sistematizzazione Chabad nel pensiero chassidico in base alle seguenti potenze-esperienze dell'anima:

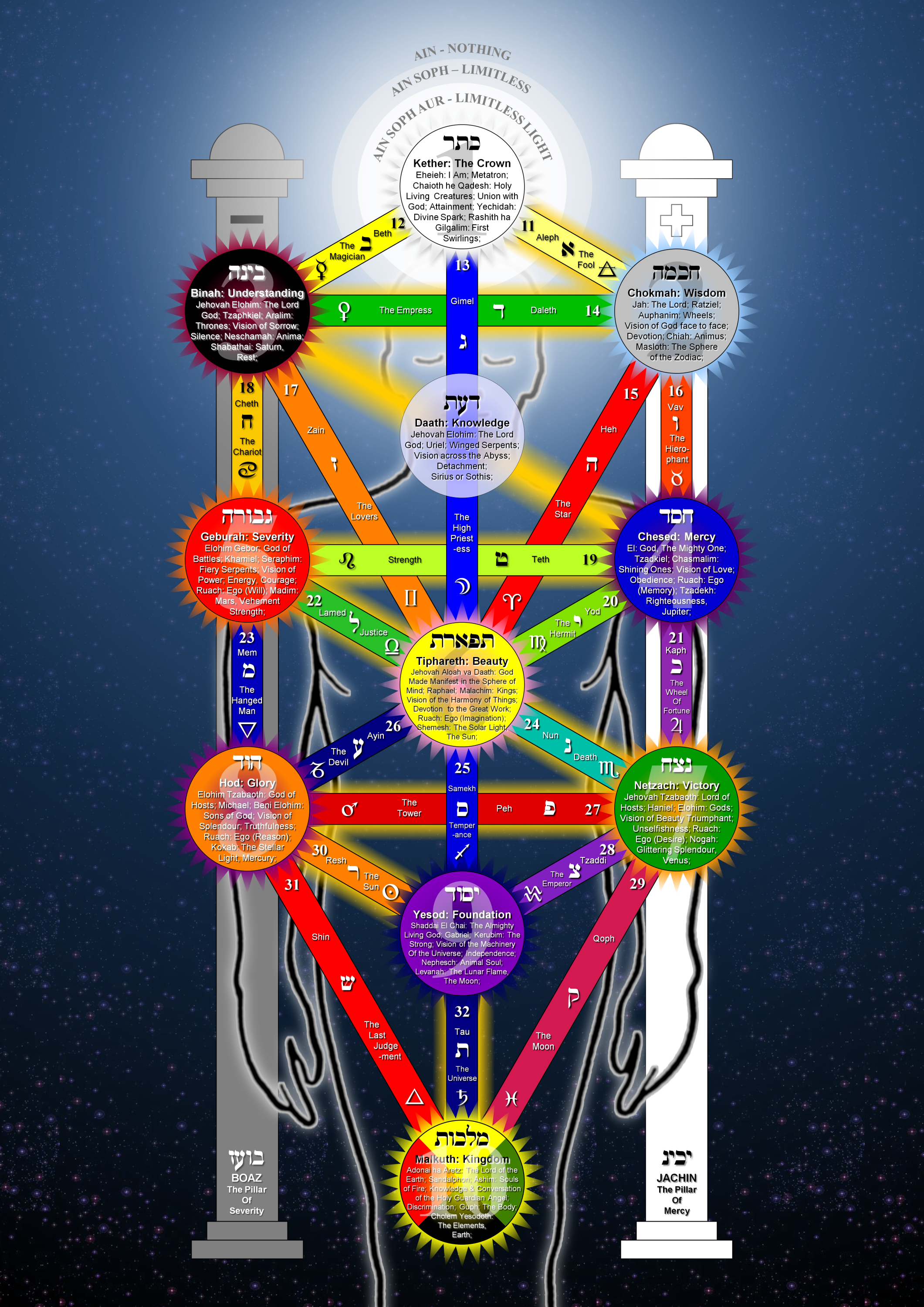
Albero della Vita

| Sefirah: Funzione esteriore della Divinità e dell'anima   | Esperienza interiore: Motivazione interiore nella Divinità, espressa in Potenze dell'anima umana |
| --------------------------------------------------------- | --- |
| Keter-Corona supraconscia "Tre teste (livelli) in Keter": | Essenze di Keter: Unità inconscia di Emunah-Fede (Essenza Etzem dell'anima nell'Essenza Atzmus di Dio) Keter interiore: Fonte inconscia di Taanug-Delizia (anima trascendente radicata nella delizia) Keter esteriore: Ratzon-Volontà trascendente inconscia (anima trascendente si esprime tramite la volontà) |
| Chochma-intuizione di saggezza                            | Bittul-Abnegazione (Illuminazione conscia ispira l'autonullificazione) |
| Binah-Concetto di comprensione                            | Simchah-Gioia (Comprensione risveglia la gioia) |
| Daat-Conoscenza dell'idea                                 | Yichud-Unione (Unione con l'idea risveglia le emozioni) |
| Chesed-Espansione di bontà                                | Ahavah-Amore di Dio e del Divino in tutte le cose (Risposta del dare divino) |
| Ghevurah-Costrizione/Potenza                              | Yirah-Timore (Soggezione) di Dio (Soggezione mistica della Divinità) |
| Tiferet-Bella armonia                                     | Rachamim-Misericordia/Compassione (Bilancia la bontà con la costrizione) |
| Netzach-Vittoria/Eternità                                 | Bitachon-Fiducia (Fiducia ispira determinazione) |
| Hod-Splendore/Gratitudine                                 | Temimut-Sincerità/Fervore (Risposta sincera alla Gloria Divina) |
| Yessod-connessione col fondamento                         | Emet-Verità (Desiderio di esprimere potenze superiori, verità in azione) |
| Malchut-Azione nel Regno                                  | Shiflut-Inferiorità (Azione mediante il ricevimento delle luci sefirotiche superiori) |

### Livelli dell'anima, Potenze-Kochose Vestimenti-Levushim
Le espressioni sefirotiche dell'anima e le loro potenze spirituali interiori, mentre vengono percepite psicologicamente al livello cosciente discendente di Chochmah, si rivelano esteriormente solo attraverso la loro investitura nei tre Levushim-"indumenti" dell'anima: Machshavah-Pensiero,Dibbur-Discorso e Maaseh-Azione. Poiché le Sephirot sono tutte interincluse come sottoinsiemi all'interno di ogni altra, Chochmah, Binah e Daat (gli Intelletti-Mochin) sono investite nel Pensiero come l'anima nel corpo. Allo stesso modo, le Sephirot emotive da Chesed a Malkhut (le Emozioni-Middot) si rivelano attraverso Malkhut in Discorso e Azione.
Nella Cabala e Chassidismo l'anima ha cinque livelli, i cui nomi derivano dai cinque termini midrashici dati all'anima. Conseguentemente l'aggettivo generico chassidico "Kochos HaNefesh"-Potenze dell'Anima si relaziona accuratamente e più specificamente ai differenti livelli compresi nei cinque livelli dell'anima. I cinque livelli descritti nella Cabala corrispondono alle Sephirot come segue:
- Yechidah-Singolare Etzem-essenza dell'anima espressa attraverso Keter-Corona trascendente
- Chayah-Vivente anima trascendente espressa attraverso Chochmah-Saggezza avvolgente, che media tra Keter inconscio e la prima consapevole rivelazione illimitata dell'intuito
- Neshamah-Anima primo livello dell'anima investita, esprime Binah-Comprensione, le facoltà intellettuali sviluppate
- Ruach-Spirito livello emotivo dell'anima investita, esprime Chesed-Bontà a Yesod-Fondamento, le facoltà emotive (nei Parzufim lurianici della Cabala questi formano un'unità, come anche ognuno dei cinque livelli corrispondenti nelle Sephirot)
- Nefesh-Vitalità anima vitalizzante investita nel corpo, esprime Malkhut-Regno, la rivelazione risultante in azione a tutti i livelli superiori, facoltà e poteri dell'anima

## Kochot HaEtzem- Potenze essenziali dell'anima
Le due potenze in Keter-Corona dell'anima: Ratzon-Volontà e Taanug-Delizia sono chiamate Kochot HaEtzem-Potenze Essenziali dell'anima, in quanto trascendono l'anima investita nel corpo, come luci Makif-Onnicomprensive, ancora al di sopra della coscienza. Esse influenzano le successive Potenze dell'Anima Pnimi-interiorizzate Rivelate come radice superna dell'anima. Qui il potere Etzem-essenziale è usato in base alle Potenze Rivelate, poiché l'essenza singolare dell'anima è al di là dell'espressione come Delizia, unita con l'essenziale divina Atzmus. Nella Cabala l'anima superna viene definita anche come la sua Mazal, relativa alla canalizzazione "verso il basso" dell'illuminazione nella consapevolezza. La qualità di Fede riflette il punto singolare Etzem-essenziale  dell'anima, oltre le potenze essenziali di Volontà e Delizia.
La Delizia supraconscia, ancora oltre la consapevolezza, forma le successive inclinazioni emotive, poiché è radicata nell'anima essenziale. Per quanto la riguarda, lo Sefer Yetzirah 02:02 afferma: "Non c'è niente maggiore della delizia". Il pensiero chassidico elabora ulteriormente dicendo che "per quanto riguarda un (vero) desiderio, nessun domanda può essere posta", dato che se ci fossero motivi per il desiderio, allora non sarebbe un vero Taanug sopra all'intelletto. La Delizia forma la Volontà, manifestazione esteriore della Delizia, siccome la Volontà può intendere che gli obiettivi esterni siano realizzati nell'ottenere la vera delizia. Keter-Volontà nella descrizione cabalistica delle emanazioni celesti corrisponde al Mondo più alto  di Adam Kadmon - "Uomo Primordiale", la prima Configurazione-Partzuf nella Cabala lurianica. Il termine Adam Kadmon denota un sistema ordinato (l'ordinamento "Adam"-"Yosher" Verticale delle Sephirot) e la causa primaria della Creazione ("Kadmon"-"Prima" emanazione nel realizzare la Creazione). Allo stesso modo l'anima, Ratzon-Volontà, denota il potere primario della Volontà su tutte le successive potenze rivelate dell'anima, "Niente può ostacolare la volontà".

### Mesirat Nefesh-abnegazione eMitzvot-osservanze ebraiche
La natura delle potenze Essenziali dell'Anima viene rivelata in Mesirat Nefesh-Abnegazione. Nella Legge ebraica il sacrificio di sé connota circostanze particolari che richiedono di rinunciare alla propria vita piuttosto che trasgredire i divieti più gravi. Nello Chassidismo, "Mesirat Nefesh" qui connota una diversa definizione di devozione spirituale quotidiana oltre la normale osservanza ebraica, piuttosto che sottomettersi al martirio halakhico della vita. Tale devoto sforzo trascendente nel compimento di una mitzvah al di là degli obblighi ordinari, è enfatizzato centralmente nel pensiero chassidico. Nell'opera classica rabbinica Pirkei Avot ("Etica dei Padri") il titolo onorifico ebraico "Chassid" (pio), che venne successivamente adottato dal movimento chassidico moderno, è caratterizzato dalla persona che va oltre la lettera della legge. Nel misticismo chassidico, l'ispirazione del deveikut nell'attaccamento a Dio trova espressione in tale ulteriore condotta devozionale. Ciò rivela l'anima essenziale, oltre l'intelletto, poiché si trascende la razionalizzazione logica di limitarsi ai requisiti ordinari.
Una divisione classica tradizionale nell'Ebraismo delle osservanze - i 613 Mitzvot - è in tre gruppi:
- Hukim-Statuti che trascendono la ragione logica umana, ma osservati come decreti del Re. Questi includono i comandamenti rituali del cibo Kosher e la paradigmatica Giovenca rossa, considerato l'ultimo esempio di Hok (statuto). Nella Cabala, vengono date le spiegazioni metafisiche per gli Hukim (statuti), come ad esempio il riscatto delle scintille di santità nel cibo, tuttavia, la categorizzazione delle specie kosher e non-kosher a questo scopo, mentre spesso simbolica, rimane tuttora regolata halakhicamente
- Eidos-testimoni che non avrebbero alcun precedente obbligo umano, ma sono dati da Dio come ricordi di eventi storici nella storia spirituale d'Israele. Questa commemorazione permette una trasformazione personale etica mediante la replica di eventi ebraici formativi. Questi includono i rituali di Pesach per ricordare il viaggio spirituale dall'Egitto e i Tefillin per inculcare la consapevolezza dell'unità di Dio nella mente e nel cuore. Nella Cabala vengono dati anche i motivi metafisici
- Mishpatim-Giudizi, codici etici che qualsiasi società umana possono osservare. Questi includono le proibizioni nei Dieci Comandamenti. I Mishpatim fanno pensare alla domanda classica del perché debbano essere codificati se sono logici: la risposta si trova nel Talmud, che include la ragione che i Mitzvot osservati sotto obbligo hanno più valore di quelli scelti volontariamente. Questa risposta è sviluppata nel misticismo ebraico, che solo un comando del Re può collegare l'uomo finito all'Infinito Ein Sof. Tramite il comandamento, la santità può discendere e la fisicità può ascendere, la scelta etica diventando un atto sacro.

Il pensiero talmudico, midrashico, filosofico e cabalistico fornisce ognuno la sua propria ragione particulare delle Mitzvot, secondo il loro livello di spiegazione, nel quadruplice sistema pardes di interpretazione. Il pensiero chassidico può implicare una vasta esposizione della Cabala, prendendo inoltre spunto da altri livelli di esegesi. Nella propria trattazione delle ragioni cabalistiche delle Mitzvot, lo Chassidismo approfondisce e delucida i testi cabalistici mediante analogie e corrispondenze psicologiche nell'esperienza umana. Tuttavia, nell'ambito di tale suo pensiero, lo Chassidismo esalta il vantaggio ultimo degli Hukim come aspetto in tutte e tre le categorie di Mitzvot. Il Baal Shem Tov riferiva la parola ebraica Mitzvah-comandamento all'aramaico Tzavsah-collegamento. Il vantaggio degli Hukim è il legame trascendente supraintelletto che generano. Allo stesso modo, Eidos e Mishpatim sono permeati di divinità perché in ultima analisi sono osservati come decreti del Re. La loro differenza sta nel desiderio di Dio che essi debbano discendere anche nell'intelletto umano, poiché il vantaggio che possiedono è quello che il decreto divino dentro di loro diventi più profondo e si unisca così più pienamente con la mente.

## Iskafia-sottomissione eEs'hapcha-trasformazione inDeveikuth-attaccamentoa Dio
Nell'osservanza ebraica, lo Chassidismo sviluppa il sistema cabalistico di riscattare le "scintille di santità" nell'esistenza materiale per il suo valore religioso centrale dell'adesione (deveikut) a Dio. Questo trasforma il deveikut nel punto di partenza del culto nel corso della vita quotidiana, piuttosto che come risultato di un isolamento meditativo. Attraverso il coinvolgimento deveikut nella materialità, lo Chassidismo sosteneva che ogni persona dovesse elevare la sua quota particolare di scintille a loro assegnate dalla divina provvidenza. Nella dottrina chassidica ci sono due forme di tale redenzione di santità dai Qelipot (gusci) di impurità, i cui termini derivano dalla Cabala.
In Iskafia-sottomissione – il livello della persona comune – la santità è liberata dal suo esilio dalla soppressione delle inclinazioni umane al servizio delle mitzvot. Es‘hapcha-trasformazione – il compito dello Tzadik – è in grado di trasformare l'impurità in santità, buio in luce. In entrambi i casi, lo Zohar insegna: "La Luce che avvolge i Mondi brilla in tutti i Reami", nella risposta reciproca divina. Queste nozioni cabalistiche vengono connesse al deveikut popolare e alla devozione mesirat-nefesh per ogni persona nel Chassidismo, in particolare nella vita materiale. Nel Chassidismo, questo compito mistico di santificazione in mezzo al materialismo viene definito Hislabshus-Coinvolgimento/Investitura (da levush-indumento, parallelo ai vestimenti dell'anima), impegnandosi con il mondo in attenta consapevolezza del suo elemento divino. L'astenersi dal "completamente impuro" Qelipot viene definito Dechiya-spingere da parte, dove la scintilla sacra interiore viene esiliata al di là del mondano e poi redenta esternamente attraverso il disimpegno.